# Melaleuca sabrina
Melaleuca sabrina är en myrtenväxtart som beskrevs av Lyndley Alan Craven. Melaleuca sabrina ingår i släktet Melaleuca och familjen myrtenväxter. Inga underarter finns listade i Catalogue of Life.